# Museum Barockscheune Volkach
Das Museum Barockscheune Volkach ist ein städtisches Museum in der unterfränkischen Stadt Volkach in Bayern. Es befindet sich in der sogenannten Barockscheune in der Volkacher Altstadt.

## Geschichte
Bereits seit der Frühen Neuzeit begann man in der damals fürstbischöflichen Amtsstadt Volkach, die materiellen Überreste vergangener Zeiten zu sammeln. Neben den Unterlagen im städtischen Archiv wurden die sogenannten Amtsporträts der Würzburger Fürstbischöfe, das Amtsiegel der Bürgermeister und das sogenannte Halsschwert als Zeichen der Hochgerichtsbarkeit Teil dieser Sammlung. Ergänzt wurden diese mit Geschenken und Stiftungen von Privatpersonen.
In der Vorbereitung der 700-Jahr-Feier der Stadtrechtsverleihung im Jubiläumsjahr 1958 renovierte man das von der Stadt erworbene Schelfenhaus und präsentierte erstmals mehrere Objekte der Stadtgeschichte in seinen Räumlichkeiten. Noch heute sind im Schelfenhaus Teile der ehemaligen Ausstellung in der alten Küche zu sehen. Gezielte Sammeltätigkeit von Bildern und Texten zur Geschichte der Stadt setzte im Sommer 1977 mit der Gründung des Arbeitskreises Kultur und Geschichte der Mainschleife ein.
Künstler der Mainschleife präsentierten in den 1970er Jahren in den Räumlichkeiten der Kartause Astheim (heute Diözesanmuseum Kartause Astheim) ihre Werke, während es im Schelfenhaus weiterhin Ausstellungen zu kulturgeschichtlichen Themen wie die Geschichte der Wasserversorgung der Stadt gab. Im Jahr 1990 fanden erstmals die unterfränkischen Kulturwochen in Volkach statt. Die zugehörige Ausstellung wurde aus Platzgründen ins Rathaus der Stadt verlegt.
In der Satzung des 1994 gegründeten Heimatvereins  war der Bau eines Museums vorgesehen. Die Stadt Volkach stellte dem Verein dafür die sogenannte Barockscheune zur Verfügung. Kleinere Ausstellungen im Gebäude griffen bereits auf die spätere Nutzung vor. Erste Vorgespräche über die Einrichtung eines Museums erfolgten im Jahr 1996 mit der Landesstelle für die nichtstaatlichen Museen in Bayern. Ein Jahr später erhielt der Volkacher Architekt Reinhold Jäcklein den Auftrag zur Renovierung der Scheune. Seit dem 16. Mai 2003 besteht das Museum.

## Gebäude

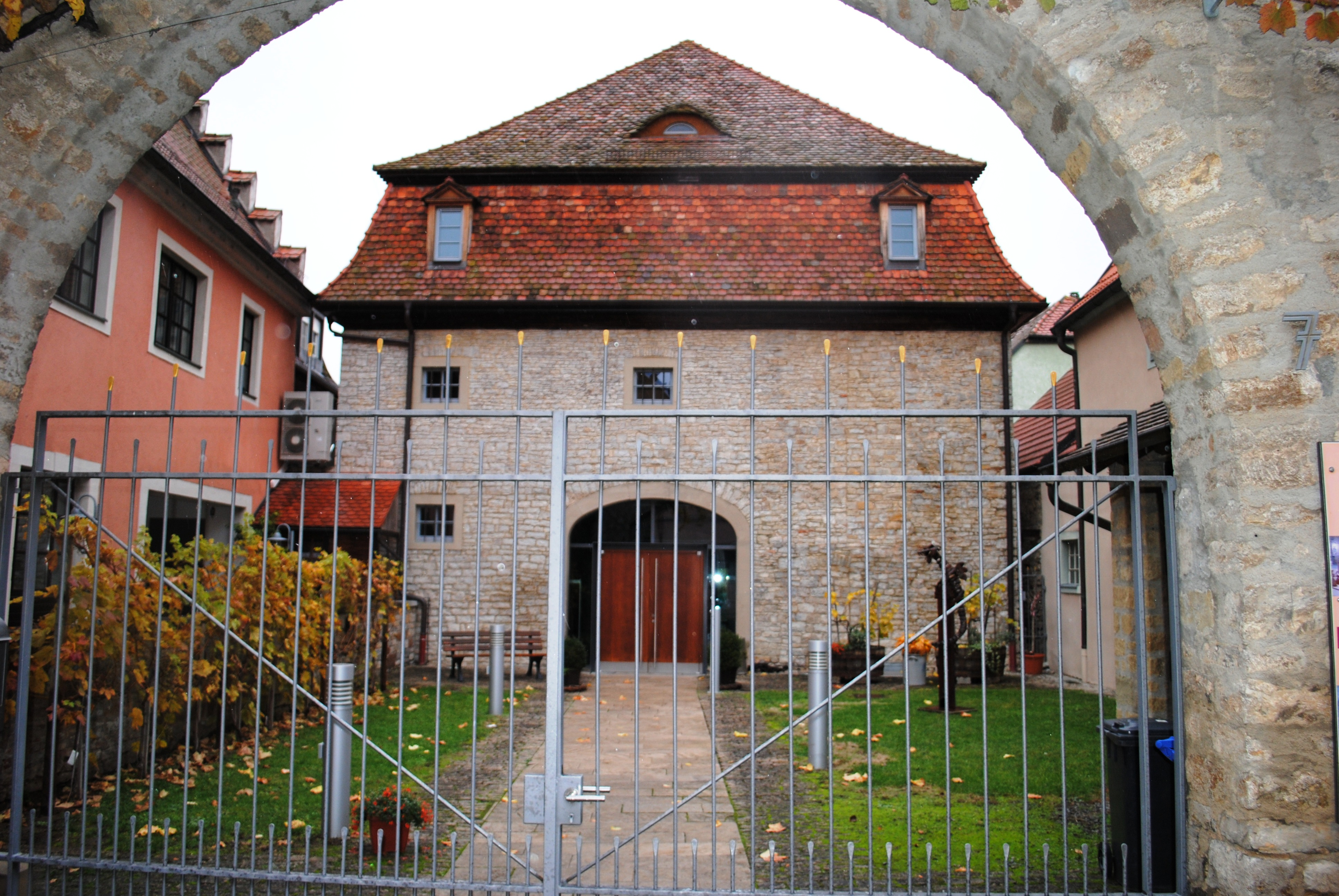
Die Barockscheune von außen

Die Scheune war 1714 errichtet worden und ist heute von der Straße zurückversetzt. Der zweigeschossige Mansarddachbau hat  unverputztes Bruchsteinmauerwerk und quadratische Sandsteingewände. Das Dach ist mit Biberschwänzen gedeckt und hat Standgauben. Beim Umbau zum Museum erhielt die Barockscheune einen Aufzug und andere Einbauten. Ein modernes Rundbogentor mit Bruchsteinmauerwerk begrenzt das Grundstück. Die Barockscheune ist als Baudenkmal eingeordnet.

## Dauerausstellung
Das Ausstellungskonzept besteht aus einer dreigeschossigen Dauerausstellung (in den Obergeschossen und im Keller). Im ersten Geschoss werden die Geschichte der Stadt, ihre Chronologie, ihre Herrscher und ihre Bürger betrachtet. Im Mittelpunkt stehen ein großes, hölzernes Stadtmodell und das Original des Volkacher Salbuchs. Das zweite Obergeschoss widmet sich der Region der Mainschleife. Der Fluss bildete jahrhundertelang die Grundlage des Zusammenlebens ebenso wie der Weinbau. Eine große Bocksbeutelsammlung ergänzt die Ausstellung.
Im Untergeschoss ist eine originale Büttnerstube des Würzburger Künstlers Heinz Schiestl eingerichtet. Daneben ist dort die Sammlung der Stadt Volkach aufgestellt. Ergänzt wird sie durch die archäologischen Bodenfunde des Fahrer Pfarrers Georg Wehner und eine Sammlung fränkischer Trachten. Sechs interaktive Stationen sind für Kinderführungen vorgesehen, die Führung übernimmt der Darsteller des Stadtschreibers Niklas Brobst.

## Sonderausstellungen (Auswahl)
Im Erdgeschoss ist Platz für Sonderausstellungen und anderen Veranstaltungen. Das Museum Barockscheune beteiligt sich an der Kooperation „Kunst geht fremd...“, in der mehrere fränkische Museen einzelne Objekte austauschen (darunter das Städtische Museum Kitzingen und das Museum für Franken). Daneben findet immer zur Weihnachtszeit eine eigene Ausstellung mit entsprechenden Themen statt.
- 2003: 80 Jahre Rundfunk – Das Radio 1923–2003
- 2004: Schafkopf und Musikbox
- 2005: Engel – Boten des Himmels in Kunst und Volksfrömmigkeit
- 2007: 175 Jahre Gaibacher Fest (1832)
- 2012: Papierkrippen
- 2017: Sankt Niklaus komm in unser Haus! Vom Heiligen zum Weihnachtsmann
- 2018 (1. Halbjahr): Vom Untertan zum Staatsbürger – 200 Jahre erste bayerische Verfassung im Landkreis Kitzingen
- 2018 (2. Halbjahr): Träum weiter...: Winter- und Weihnachtsausstellung
- 2019 (2. Halbjahr): „Die großen Vier - Wolf, Bär, Luchs und Mensch“
- 2022: Gärten in Unterfranken
- 2023: Orte der Demokratie in Bayern – Eine Ausstellung des Bayerischen Landtags
- 2024: „Franken um 1920“ – Eine Ausstellung des Frankenbunds